# カンブレー
カンブレー（カンブレとも表記、仏：CambraiまたはCambray、蘭：Kamerijk）は、フランス、ノール県のコミューン。
カンブレーにはカンブレー大司教区の司教座がおかれ、中世には絶大な権力を誇った（大司教座に格上げされたのは1559年のことである）。カンブレー司教区の領地は、おおまかにいって（歴史的な名称としての）フランドルと一致し、ネーデルラントの大きな部分を含む。

## 歴史

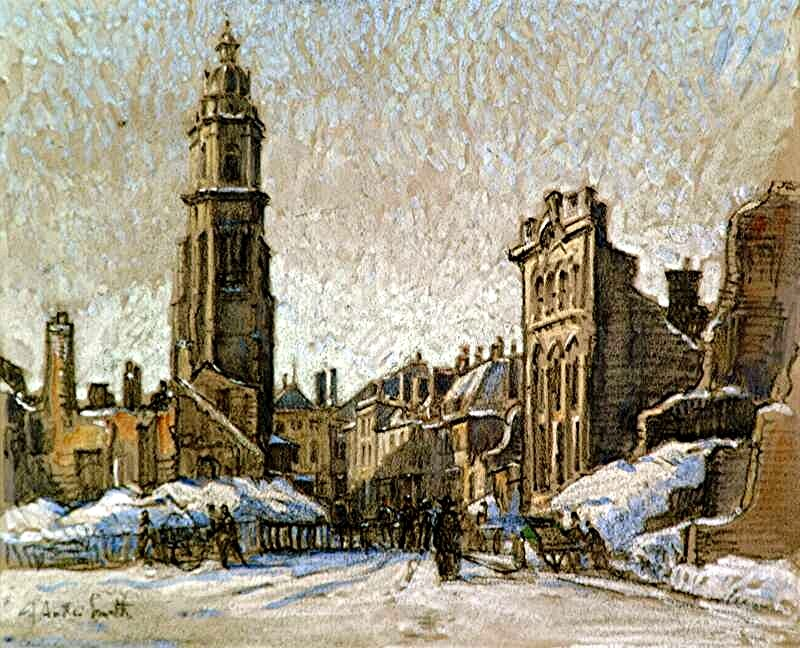
カンブレー（絵画）

第一次世界大戦中、カンブレーの戦いがこの地において行われた（1917年11月20日 - 12月3日）。戦車を使用した作戦が初めて成功した例として知られる。

### 音楽史
カンブレーには15世紀を中心に豊かな音楽の歴史がある。中世には吟遊詩人の活躍する地の一つでもあり、また12〜13世紀建造のカンブレーの大聖堂は17世紀に至るまでヨーロッパにおける音楽の中心地で、ネーデルラントのもっとも活発的な音楽活動基盤の一つであった。特に大聖堂の合唱隊はヨーロッパ随一ともされ、ブルゴーニュ楽派の多くの作曲家が、この地で若年期を過ごしながら音楽教育を受け、また後に教師としてこの地を訪れている。1428年にフィリップ美公は、カンブレー大聖堂の音楽、光そして鐘の音を褒め称え、キリスト教世界の中でもっともすばらしい聖堂だと述べている。15世紀ヨーロッパ音楽で最も有名な人物であるギヨーム・デュファイは、1409年から1412年の間、この聖堂で学び、イタリアで長く過ごした後、1439年に再び戻っている。また1450年代に絶対的な名声を確立した後の1459年にカンブレーに戻った際には、多くの若い音楽家が彼を慕ってカンブレーに集まったらしく、その中にはティンクトーリスやヨハネス・オケゲムなどもいた。
15世紀後半にカンブレー大聖堂で活躍した有名な作曲家には、他にニコラ・グルノン、アレクサンダー・アグリコラやヤーコプ・オブレヒトがおり、16世紀には、フィリップ・デ・モンテ、ヨハネス・ルピやヤコブス・デ・ケルルなどがいる。
北部ヨーロッパの経済の中心地がブリュージュから離れるに従って、この地域は経済的にも、文化的にも次第に衰退していった。大聖堂は1796年に取り壊された。大聖堂にオルガンが設置されることはなかった。書庫の文書は保存され、現在はリールのノール県文書館（Archives Départmentales du Nord）に保存されている。これらの文書は市立図書館の所蔵記録などとあわせて、カンブレーの音楽史を知るための重要な資料となっている。
カンブレーのデュファイの家の向かいには、パブ「武装した人」（L'homme armé）があった。

## 関係者

### この地に生まれた人々
- シャルル・フランソワ・デュムリエ（1739-1823） - フランスの将軍 / ヴァルミーの戦いやジュマップの戦いなどを勝利に導いた
- ルイ・ブレリオ（1872-1936） - パイロット
- アンリ・ドゥ・リュバック（1896-1991） - イエズス会士、神学者
- ジュリアン・トルマ（1902-1933） - 作家、劇作家、詩人
- ルネ・デュモン（1904-2001） - 農学技術者、社会学者、環境派政治家
- モーリス・ゴドリエ（1934年生） - 社会人類学者、新マルクス主義者

## 姉妹都市
- ハウマ、アメリカ合衆国ルイジアナ州
- シャトゲ (カナダ)（Châteauguay）カナダケベック州
- カンプ・リントフォルト（Kamp-Lintfort） - ドイツ
- エステルゴム - ハンガリー
- グラヴサンド（Gravesend） - イギリスケント州